# Заклепка

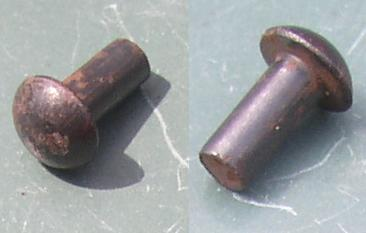
Стандартна заклепка з напівкруглою головкою

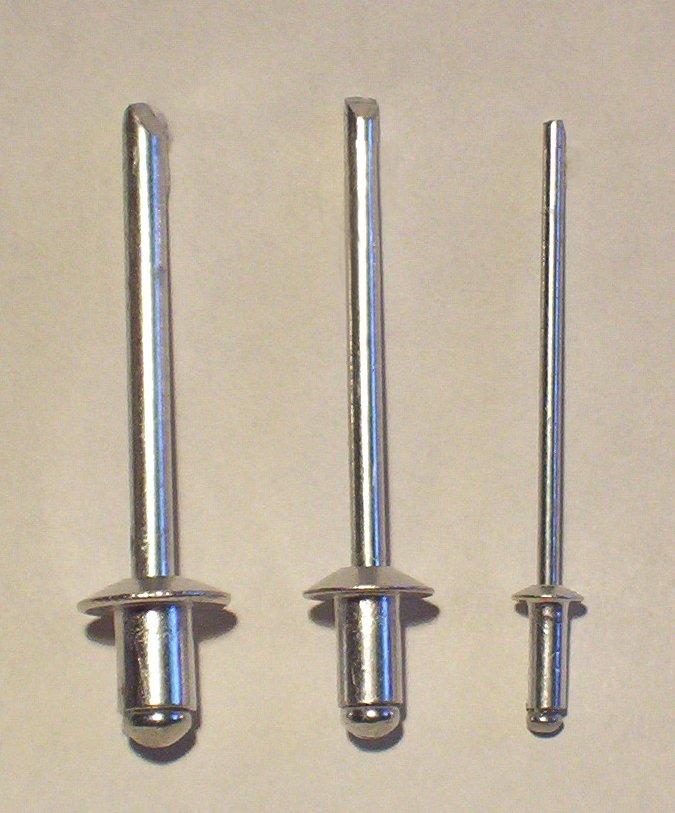
Закладні трубчасті заклепки

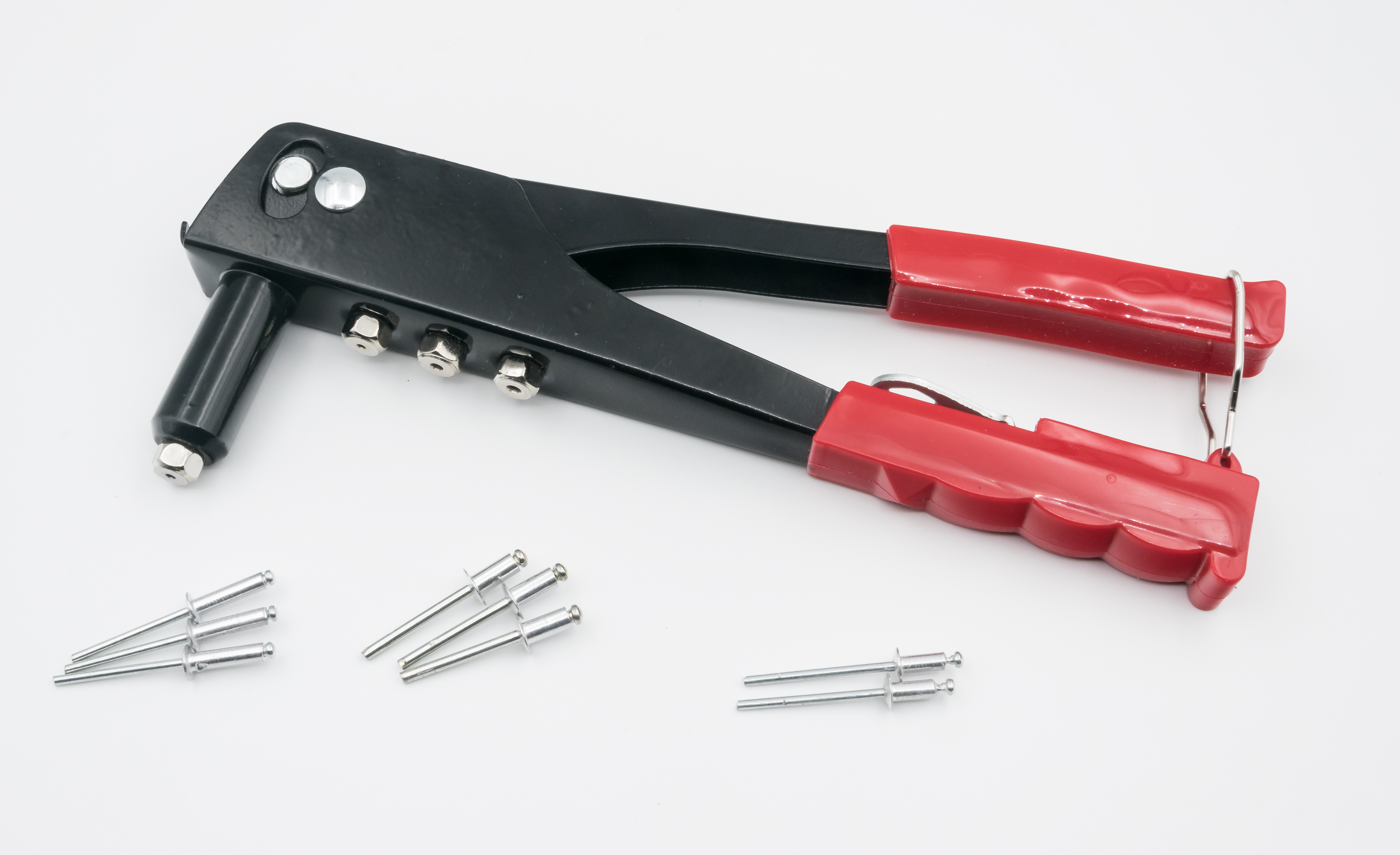
Заклепочний пістолет (польськ. Nitownica)

Закле́пка, нюта (від нім. Niet) — деталь заклепкового з'єднання, яка має вигляд стрижня круглого поперечного перерізу з головкою на одному кінці, що забезпечує з'єднання окремих деталей шляхом розплющення протилежного від головки кінця . Невстановлена заклепка має одну головку, яка називається заставною. Друга головка, яка утворюється в процесі заклепування або ж нютування, називається замикальною.

## Класифікація
Стандартами передбачені такі типи заклепок загального призначення із суцільним стрижнем :
- з напівкруглою головкою (ГОСТ 10299-80[6] DIN 660 ISO 1051);
- з потайною[7] головкою (ГОСТ 10300-80[8] DIN 661, ISO 1051);
- з напівпотайною[7] головкою (ГОСТ 10301-80[9] DIN 662, ISO 1051);
- з напівкруглою низькою головкою (ГОСТ 10302-80[10] DIN 674, ISO 1051);
- з пласкою головкою (ГОСТ 10302-80[11] DIN 7338).

Найчастіше застосовуються заклепки з напівкруглою головкою як найтехнологічніші з діаметром стержня від 1 до 36 мм.
Крім зазначених типових заклепок, у машинобудуванні, приладобудуванні, машинах і виробах легкої промисловості застосовують трубчасті заклепки або пістони (в побуті "під пістолет", виготовлені із сталевих, мідних, латунних та інших металевих тонкостінних трубок. Їх застосовують для слабконавантажених або нещільних з'єднань. Формування другої головки відбувається за рахунок продавлювання внутрішнього стрижня, виготовленого з більш міцного матеріалу (скажімо, стрижень сталевий, а трубчаста заклепка алюмінієва) при витягуванні його спеціальним пістолетом. Пістолет для виконання робіт такими заклепками може бути ручний, пневматичний, електричний, тощо.
Заклепки виготовляють зі сталі, алюмінію, латуні, міді й інших матеріалів. Матеріал заклепки повинен мати достатню пластичність для забезпечення формування головок. Сталеві заклепки виготовляють з вуглецевих сталей (Ст 2, Ст 3, Сталь 10 кп, Сталь 20 кп), а у спеціальних випадках — із легованої сталі (09Г2, Х18Н9Т). Щоб уникнути хімічної корозії у з'єднаннях застосовують заклепки з матеріалу з'єднуваних деталей.

Монтаж заклепки (клепка) вручну

## Монтаж заклепок

### Клепання вручну
При встановленні заклепки (нюти) її стрижень вставляється в заздалегідь підготовлений (свердлінням чи штампуванням) отвір (нютовий) у деталях, що підлягають з'єднанню, після чого з витичного кінця заклепки утворюється друга замикальна головка. Процес утворення замикальної головоки називається клепанням або нютуванням. 
При застосуванні сталевих заклепок діаметром до 10 мм і заклепок з кольорових металів клепку роблять холодним способом, а при застосуванні заклепок більшого діаметра — гарячим (кінець заклепки нагрівають до 1000…1100°С). З'єднання деталей машини чи споруди, здійснене групою заклепок, називається заклепковим або нютовим швом.
Клепання виконується вручну із застосуванням звичайних або пневматичних клепальних молотків, чи на спеціальних клепальних машинах (нютувалках).
Такий вид клепання дозволяє з'єднувати деталі в вузлах, що підлягають значним механічним навантаженням (рами автомобілів, корпуси вагонів, деталі мостів, історично навіть корпуси танків).

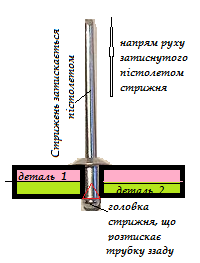
Схема роботи трубчастої заклепки

### Із застосуванням пістолета (трубчасті односторонні заклепки)
Таким способом швидко кріпляться матеріали, які не підлягають впливу великих навантажень (композитні фасадні касети, паркан з профлиста чи металопрофілю, тарні ящики для зберігання легких об'ємних матеріалів, тощо).
- проводиться лінія, по якій будуть насвердлені отвори для заклепок, просвердлюється метал з'єднуваних матеріалів;
- заклепка вставляється в пістолет; патрон щільно охоплює стрижень і з силою витягає його; задня головка стрижня розширює трубку заклепки; коли розширення трубки доходить до задньої стінки деталі, стрижень в пістолеті лопає і викидається назовні.